# Ernest Jouhy

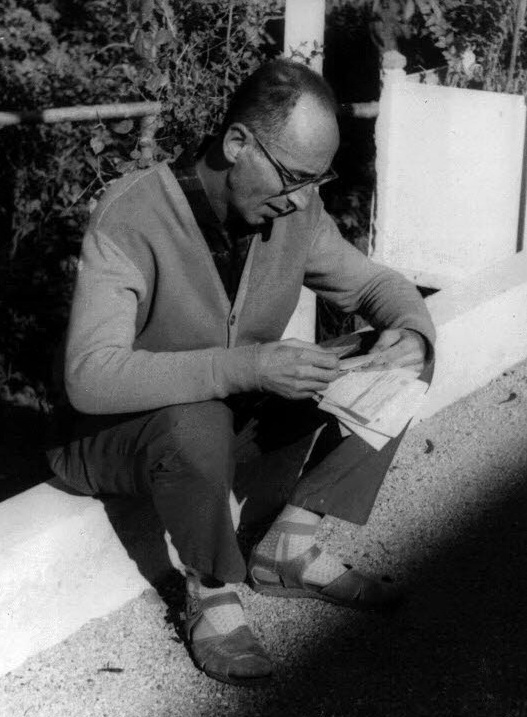
Ernest Jouhy (1961)

Ernest Jouhy (eigentlich: Ernst Leopold Jablonski; * 1913 in Berlin; † 1988) war ein Erziehungs- und Kulturwissenschaftler. Jouhy steht – zusammen mit Manès Sperber und Ivan Illich – in der Tradition „deutsch-jüdisch-weltbürgerlicher“ Erziehung.

## Leben
Ernst Jablonski erhielt in der Résistance den Decknamen Ernest Jouhy, den er nach 1944 beibehielt.
Er ging in Berlin zur Schule, organisierte sich in einer sozialistischen Schülergruppe, wurde Mitglied der KPD und wurde 1933 von der Berliner Universität relegiert. Er emigrierte 1933 nach Frankreich. Seit Februar 1939 arbeitete er für das "Comité israélite pour les enfants d’Allemagne et d’Europe centrale réfugiés en France" als Erzieher im Château de la Guette in der Île de France mit unbegleiteten jugendlichen Flüchtlingen aus dem „Reich“, einem Projekt der Familie Rothschild. Er erlangte 1939 das Diplom in Psychologie an der Sorbonne in Paris. Im französischen Widerstand gehörte er zur Mouvement des Ouvriers Immigrés und wirkte bei der Zersetzung der Wehrkraft der deutschen Wehrmacht mit.
Nach dem Krieg arbeitete er in Frankreich in der Heimerziehung, bevor er 1951 Lehrer an der Odenwaldschule wurde. 1952 verließ er die KPD. 1959 wurde er an der Sorbonne in Psychologie promoviert. Er ging 1968/69 zunächst als Dozent, dann als ordentlicher Professor für Sozialpädagogik an die Universität Frankfurt, wo er im erziehungswissenschaftlichen Fachbereich ein Institut für „Pädagogik: Dritte Welt“ und einen gleichnamigen Studiengang einrichten konnte.
Nach Vorüberlegungen und der Suche nach einem geeigneten Ort gründet Ernest Jouhy im Jahre 1961 in Châteauneuf-de-Mazenc, Drôme, einen gemeinnützigen Verein, das FIEF (Foyer International d’Etudes Françaises), das Schülern, Lehrpersonen und Studierenden aller Nationalitäten offensteht. Er wählte diesen Ort, weil er sowohl die feudale Repression der absolutistischen Herrschaft wie auch die Spuren des Widerstands gegen den Faschismus und die deutsche Besetzung und ebenso in Bezug auf die Befreiung des Vercors symbolisiert und sich somit besonders für deutsch-französische Begegnungen anbietet.
Er gilt als einer der Begründer des interkulturellen Lernens. Die von ihm im deutschen Kontext früh definierten Begriffe „Ethnozentrismus“ und „Eurozentrismus“ gehören heute zu den grundlegenden Konzepten im Zusammenhang mit der Eine Welt-Problematik, der Dependenztheorie und des Nord-Süd-Gefälles und auch des Globalen Lernens.
1983 erhielt er das Große Verdienstkreuz der Bundesrepublik Deutschland.

## Veröffentlichungen (Auswahl)
- Klärungsprozesse. 4 Bände. Athenäum, Frankfurt am Main 1988